# Thiara rodericensis
Thiara rodericensis là một loài ốc biển, là động vật thân mềm chân bụng sống ở biển thuộc họ Thiaridae.